# كدريك براون
كدريك براون (بالإنجليزية: Kedrick Brown)‏ مواليد 18 مارس 1981 في زاكاري، هو لاعب كرة سلة أمريكي. بدأ مسيرته الاحترافية في سنة 2001. تم اختياره من قبل فريق بوسطن سيلتكس خلال الدرافت. يبلغ طوله 6 قدم 8 بوصة (2.0 م). اعتزل اللعب في 2012.

## المسيرة الاحترافية
لعب مع بوسطن سيلتكس من سنة 2001 إلى 2004، ثم لعب مع كليفلاند كافالييرز في موسم 2003–2004، ثم لعب مع فيلادلفيا سفنتي سيكسرز في موسم 2004–2005.

## روابط خارجية
- كدريك براون على موقع إن بي أي (الإنجليزية)
- كدريك براون على موقع سبورتس رفرنس (الإنجليزية)
- كدريك براون على موقع كرة السلة الأوروبية.كوم (الإنجليزية)
- كدريك براون على موقع ريلجم (الإنجليزية)
- كدريك براون على موقع بروبوليرز (الإنجليزية)
- كدريك براون على موقع سبورتس رفرنس (الإنجليزية)